# Liste der senegalesischen Botschafter in Gambia
Die Liste der senegalesischen Botschafter in Gambia listet die Diplomatischen Vertreter Senegals in Gambia auf. Sie werden nicht nur als Ambassadeur (Botschafter), sondern auch als Haut Commissaire (Hoher Kommissar) tituliert. Die Diplomaten haben ihren Amtssitz in der Senegalesische Botschaft in Gambia und sind neben Gambia auch in den Staaten Sierra Leone und Liberia akkreditiert, dort in Monrovia (Liberia) und Freetown (Sierra Leone) unterhält Senegal Honorarkonsulate.

## Geschichte
Die Kanzlei in Banjul (Gambia), damals noch Bathurst, wurde 1961 als Konsulat an der Cameroun Street eröffnet. Geführt wurde es von Konsul Amadou Diouf. 1965 erlangte Gambia die Souveränität von Großbritannien und Senegal nahm mit dem Nachbarland diplomatische Beziehungen auf. In der Folge wurde aus dem bisherigen Konsulat die Senegalesische Botschaft in Gambia (High Commission). Sie wurde 1996 in die Gemeinde Kanifing, an der Kairaba Avenue, in der Nähe von Banjul, transferiert.

## Liste der Hochkommissare
| Amtszeit      | Titel          | Name                                | ernannt während der Regierung von | akkreditiert bei |
| ------------- | -------------- | ----------------------------------- | --------------------------------- | ---------------- |
| 1965–1971     | Hochkommissar  | Babacar Ndiaye                      | Léopold Sédar Senghor             | Dawda Jawara     |
| 1971–1975     | Hochkommissar  | Saer Gaye                           | Léopold Sédar Senghor             | Dawda Jawara     |
| 1975–1985     | Hochkommissar  | Mbaye Mbengue                       | Léopold Sédar Senghor             | Dawda Jawara     |
| 1985–1988     | Hochkommissar  | Ibra Déguène Ka                     | Abdou Diouf                       | Dawda Jawara     |
| 1988–1991     | Hochkommissar  | Saliou Cisse                        | Abdou Diouf                       | Dawda Jawara     |
| 1991–1993     | Hochkommissar  | Chern Younouss Diaite               | Abdou Diouf                       | Dawda Jawara     |
| 1993–1996     | Hochkommissar  | Moctar Kebe                         | Abdou Diouf                       | Dawda Jawara     |
| 1996–1998     | Hochkommissar  | Madieng Khary Dieng                 | Abdou Diouf                       | Yahya Jammeh     |
| 1998–2001     | Hochkommissar  | Mamadou Diop                        | Abdou Diouf                       | Yahya Jammeh     |
| 2001–2006     | Hochkommissar  | N'Diouga Ndiaye                     | Abdoulaye Wade                    | Yahya Jammeh     |
| 2006–         | Hochkommissar  | Mamadou Fall                        | Abdoulaye Wade                    | Yahya Jammeh     |
| ca. 2012–2013 | Hochkommissar  | Jammeh Singhateh                    | Abdoulaye Wade                    | Yahya Jammeh     |
| 2013–2014     | Hochkommissar  | Babacarr Diagne auch Babacarr Jagne | Macky Sall                        | Yahya Jammeh     |
| 2014–2019     | Hochkommissar  | Saliou Ndiaye                       | Macky Sall                        | Yahya Jammeh     |
| 2019–2025     | Hochkommissar  | Bassirou Sène                       | Macky Sall                        | Adama Barrow     |
| 2025–         | Botschafterin? | Mariame Sy                          | Bassirou Diomaye Faye             | Adama Barrow     |